# Le Feu (chanson)
Singles de Johnny Hallyday
Comme un corbeau blanc / La Musique que j'aime
(1973) Le soleil se lève à l'est
(1973)
Le Feu est une chanson de Johnny Hallyday issue de son album de 1973, Insolitudes. Elle est également sortie en single la même année, peu de temps après la sortie de l'album.

## Développement et composition
La chanson a été écrite par Michel Mallory et Gary Wright.

## Liste des pistes
Single 7" 45 tours Le Feu / J'ai besoin d'un ami (1973, Philips 6009 405, France)
1. Le Feu (3:43)
2. J'ai besoin d'un ami (2:04)[2]

## Réception
Sorti en septembre 1973 en single 45 tours avec J'ai besoin d'un ami en face B du vinyle, Le Feu atteint le top 20 en France et se vend à plus de 75 000 exemplaires.

### Classements hebdomadaires
| Classement (1973)                       | Meilleure position |
| --------------------------------------- | ------------------ |
| France (CIDD)                           | 17                 |
| Belgique (Wallonie Ultratop 50 Singles) | 29                 |

| Classement (2017) | Meilleure position |
| ----------------- | ------------------ |
| France (SNEP)     | 85                 |